# 리지선

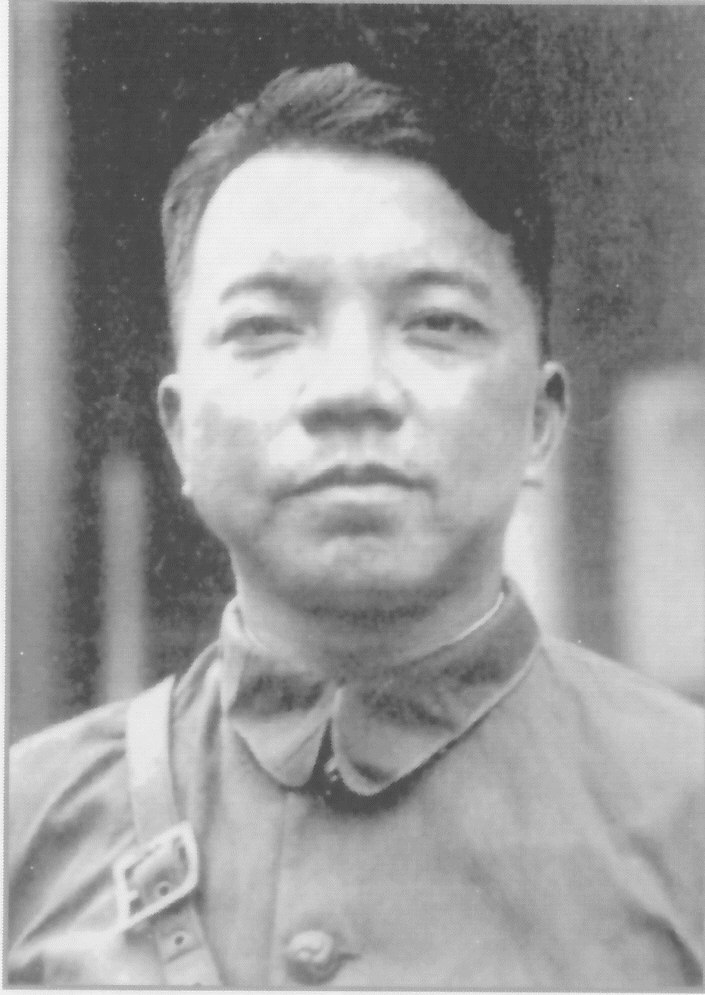

리지선(李濟深, 李济深, 1885년 11월 5일 ~ 1959년 10월 9일)은 중국의 군인이자 정치가, 중화민국 혁명군 총사령관 , 중화인민공화국 부주석 (1949~1954년), 전국인민대표대회 부주석(1954~1959), 중국인민정치협상회의 부주석 (1949~1959) , 국민당 혁명위원회 창립자이자 초대 주석(1948~1959)이다.
처음에는 장제스와 국민당의 지지자인 리지선이 1927년 4·12 사건에서 공산주의자들을 숙청하고 살해하는 것을 도왔지만 결국 장제스의 최고 내부 라이벌 중 한 명이 되었다. 리지선은 일본의 침략에 직면해 있는 장제스가 약하고 서방의 재정적 이해관계에 복종했다고 비난했다. 두 사람은 결국 이해에 이르렀고, 리지선은 중일 전쟁 중에 군사 지휘를 계속했다. 그러나 전쟁이 끝난 후 장제스와의 새로운 의견 충돌로 리지선은 국민당에서 축출되었다. 그 후 한동안 그는 중국 국민당 혁명위원회 (RCCK)의 분열된 지도자가 된 후 편을 바꿔 공산주의자에 합류하여 마오쩌둥과 협력하고 새로운 중화인민공화국에서 정무를 맡았다.